# 南區東南
南區東南（英語：South District Southeast，代號D1）是香港南區區議會下轄的選區，2023年設立，定為雙議席選區。

## 範圍
現時選區包括鴨脷洲、黃竹坑、香島道沿線、赤柱及石澳，西至鴨脷洲大橋，北連香港島群山與港島北部相隔，與其接壤的選區有南區西北、灣仔區議會的灣仔選區以及東區區議會的太北、康灣、柴灣選區。
投票站設有十一個，分別位於鴨脷洲社區會堂、鴨脷洲體育館、聖伯多祿天主教小學、利東社區會堂、香港南區官立小學、海怡社區會堂、香港仔網球及壁球中心、新會商會陳白沙紀念中學、南島中學、赤柱社區會堂、石澳健康院。

## 沿革
2023年香港選舉改革將區議會所有單議席選區取消，南區定為兩個雙議席選區，共選出四席民選議員。南區東南選區由原有單議席的鴨脷洲邨、鴨脷洲北、利東一、利東二、海怡東、海怡西、黃竹坑、海灣、赤柱及石澳選區合併而成。
2023年區議會選舉，估算人口有134,429人，選民有75,965人，吸引到四人參選。

## 歷屆議員
| 選區名稱 | 屆別           | 議員   | 政治聯繫 | 政治聯繫 | 議員 | 政治聯繫 | 政治聯繫 |
| -------- | -------------- | ------ | -------- | -------- | ---- | -------- | -------- |
| 南區東南 | 2024年－2027年 | 陳榮恩 |          | 工聯會   | 梁進 |          | 自由黨   |

## 歷屆選舉結果
| 政党   | 政党   | 候选人    | 票数  | %      | ± |
| ------ | ------ | --------- | ----- | ------ | - |
|        | 民建聯 | ①. 林浩瑋 | 5,100 | 23.38% |   |
|        | 工聯會 | ②. 陳榮恩 | 6,472 | 29.67% |   |
|        | 自由黨 | ③. 梁進   | 5,626 | 25.79% |   |
|        | 新民黨 | ④. 江卓姿 | 4,615 | 21.16% |   |
| 多数票 | 多数票 | 多数票    | 526   | 2.41%  |   |

## 資料來源
1. ↑   (PDF).   [2023年8月23日]. （原始内容 (PDF)存档于2023年10月20日） （繁体中文）.
2. ↑   (PDF).   [2023年11月17日].
3. ↑   (PDF). 選舉管理委員會. 2023-07-11  [2023-08-23].[]
4. ↑   (PDF).   [2023-11-17]. （原始内容存档 (PDF)于2023-11-16）.
5. ↑   (PDF).   [2023-08-23]. （原始内容存档 (PDF)于2023-10-20）.
6. ↑   (PDF).   [2023-11-17].